# Cousy
Cousy is een textielbedrijf uit het Belgische Zottegem. Het bedrijf begon als een confectiewinkel in de Hoogstraat, met de naam ‘Roodkapje’. In 1924 richtte Hector Cousy (1862 – 1930) een breigoedatelier op in de Grotenbergestraat. In 1926 nam zoon Louis het atelier over en vormde hij het om tot een breigoedfabriek met elektrisch aangedreven machines. In 1929 liet Louis Cousy in de Grotenbergestraat Villa Cousy in Art deco bouwen. 
Op 7 november 1930 richtte Hector Cousy  de NV ‘The Cousy Knitwove Factory’ op, samen met zijn twee zonen, drie dochters en twee schoonzonen. De fabriek en de confectiewinkels ‘Roodkapje’ werden in de nieuwe NV ondergebracht. Het bedrijf produceerde vooral truien, jassen en damesondergoed. In 1954 werd de NV ontbonden. 
Op 19 januari 1954 richtte André Cousy de PVBA Ancolux op. Ancolux groeide door onder andere export naar Nederland en betrok een bedrijfspand in de Musselystraat. In 1971 werd de PVBA Ancolux omgevormd tot BVBA Cousy. Vanaf de jaren 80 schakelde het bedrijf over op de groothandel en leverde kleding aan de NMBS, de RTT en het Belgisch leger. In juli 1985 verhuisde de fabriek naar haar huidige locatie in de Vandendriesschestraat. Het bedrijf specialiseerde zich in hoogtechnologische breitechnieken voor Dries Van Noten, Ann Demeulemeester, Christian Wijnants, Adidas-Y3 Yamamoto, Walter Van Beirendonck en Mosaert (kledingmerk van Stromae), Ligne Roset (plaids) en Monsieur Tricot (designlampen).